# Daboia mauritanica
Daboia mauritanica är en ormart som beskrevs av Duméril och Bibron 1848. Daboia mauritanica ingår i släktet Daboia och familjen huggormar. Inga underarter finns listade i Catalogue of Life.
Arten förekommer i norra Afrika i Algeriet, Tunisien, Marocko och Västsahara. Den vistas i låglandet och i bergstrakter upp till 2300 meter över havet. Ormen hittas ofta i halvtorra klippiga områden som bergsstäpper, buskskogar, öppna skogar och wadi.
Daboia mauritanica har liksom andra huggormar ett mörkt sicksack mönster på en brun eller rödaktig grundfärg. Den är främst aktiv under skymningen och gryningen. Arten gömmer sig i en jordhåla eller bakom växtligheten och överraskar sina byten. Ormen äter främst små däggdjur. Den når en längd av upp till 1,8 meter. Arten kan förväxlas med Daboia deserti som förekommer vid Atlasbergens sydöstra sluttningar och längre österut.